# Helt (Adelsgeschlecht)

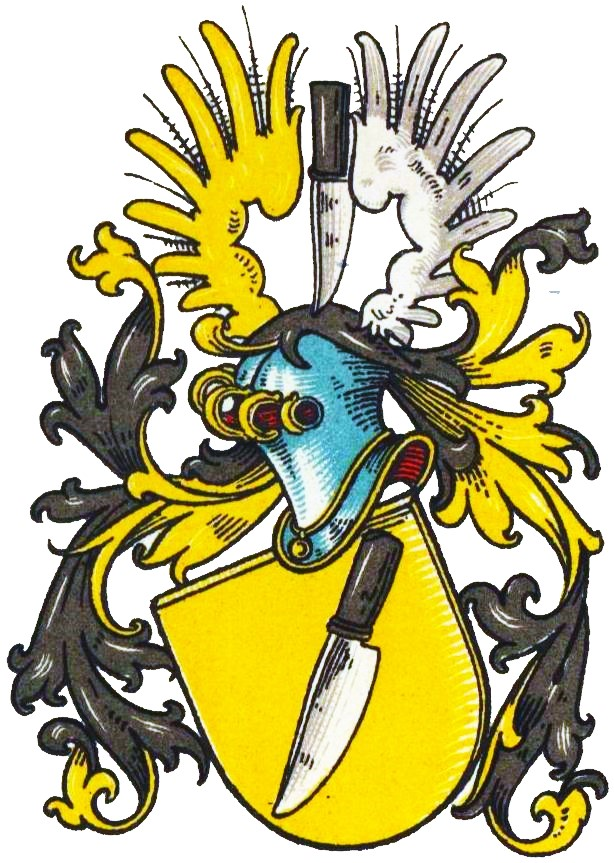
Wappen derer von Helt (Heldt) im Wappenbuch des Westfälischen Adels

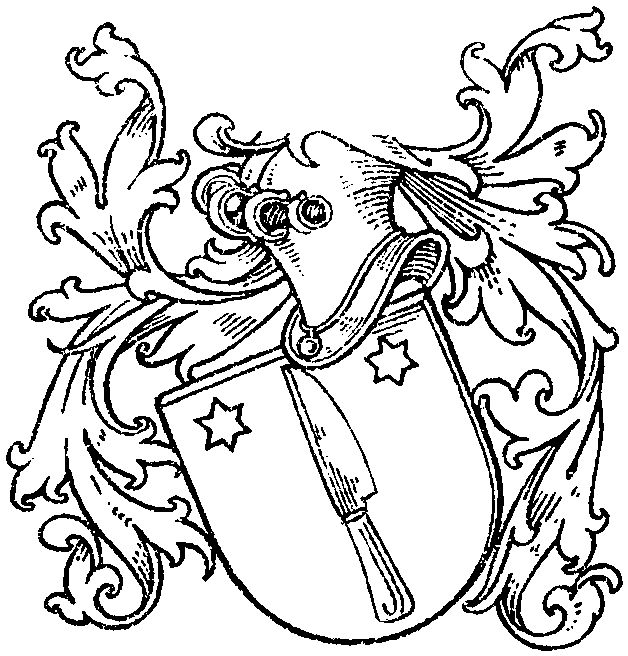
Wappenvariante derer von Helt im Wappenbuch des Westfälischen Adels

Helt (auch Heldt o. ä.) ist der Name eines erloschenen westfälischen Adelsgeschlechts.

## Geschichte
Das Geschlecht war in Hamm an der Lippe begütert.
Dietrich von Helt war mindestens von 1456 bis 1478 Richter zu Hamm. 1478 quittierte er dem Herzog von Kleve Johann I. über die Einlöse des ihm vom verstorbenen Grafen Gerhard von der Mark als Pfandschaft übertragenen Richteramts zu Hamm. Evert de Helt, Bürger zu Hamm, bezeugte 1476 eine Urkunde von Dietrich von Schwansbell.
Laut Max von Spießen lebte ein Hermann Helt noch 1509. Derselbe erscheint noch 1512. Hermann, Jorgen, Johann, Gertrud und Anna Helt, Kinder des verstorbenen Hermann Helt, erhielten 1563 vom Münsteraner Bischof Bernhard von Raesfeld, dem Domdekan und dem Kapitel sowie dem Münsteraner Erbmarschall Gert Morrien eine Rente verschrieben. Hermann Helt war 1580 Notar.

## Wappen
Blasonierung: In Gold ein schräglinks mit der Spitze nach unten gestelltes Messer mit schwarzem Griff. Auf dem Helm mit schwarz-goldenen Helmdecken das Messer pfahlweise gestellt zwischen einem offenen rechts goldenen, links silbernen Flug.
In einer Wappenvariante ist das Messer pfahlweise gestellt, mit der Spitze nach oben, oben begleitet von zwei Sternen.